# Seek Bromance
"Seek Bromance" é uma canção do produtor e DJ sueco Tim Berg (mais conhecido como Avicii). Foi lançado em 17 de outubro de 2010, na Holanda, e em 24 de outubro de 2010 no Reino Unido, onde alcançou a posição de número #13. A canção é uma versão vocal da trilha instrumental de "Bromance" de Avicii, com a adição dos vocais da canção "Love You Seek", do DJ italiano Samuele Sartini com participação da cantora inglesa Amanda Wilson.

## Lista de faixas
- Download digital da Holanda[1]

1. "Seek Bromance" (Avicii's Vocal Edit) – 3:20
2. "Seek Bromance" (Avicii's Vocal Extended) – 8:08
3. "Seek Bromance" (Samuele Sartini Radio Edit) – 3:13
4. "Seek Bromance" (Samuele Sartini Extended Mix) – 5:26

- CD Single do Reino Unido[2]

1. "Seek Bromance" (Avicii's Vocal Edit) – 3:22
2. "Seek Bromance" (Avicii's Arena Mix) – 8:18

- Download digital do Reino Unido[3]

1. "Seek Bromance" (Avicii's Vocal Edit) – 3:23
2. "Seek Bromance" (Avicii's Vocal Extended) – 8:10
3. "Bromance" (Bimbo Jones Remix) – 8:00
4. "Bromance" (Chris Reece Pinkstar Remix) – 7:04
5. "Bromance" (Avicii's Arena Mix) – 8:17
6. "Bromance" (Avicii's Arena Radio Edit) – 3:54

- Download digital da Dinamarca[4]

1. "Seek Bromance" (Avicii's Vocal Edit) – 3:20
2. "Seek Bromance" (Avicii's Vocal Extended) – 8:08
3. "Seek Bromance" (Bimbo Jones Remix) – 8:21
4. "Seek Bromance" (Samuele Sartini Extended Mix) – 5:26
5. "Seek Bromance" (Samuele Sartini Radio Edit) – 3:13
6. "Seek Bromance" (Kato Remix) – 7:40

- Download digital da Alemanha[5]

1. "Seek Bromance" (Avicii's Vocal Edit) – 3:21
2. "Seek Bromance" (Avicii's Vocal Extended) – 8:08
3. "Seek Bromance" (Bimbo Jones Vocal Remix) – 8:21
4. "Seek Bromance" (Samuele Sartini Radio Edit) – 3:13
5. "Seek Bromance" (Samuele Sartini Extended Mix) – 5:26

- CD Single da Alemanha[6]

1. "Seek Bromance" (Avicii's Vocal Edit) – 3:21
2. "Seek Bromance" (Avicii's Vocal Extended) – 8:09